# Duże zwierzę
Duże zwierzę – polski czarno-biały film obyczajowy z 2000 w reżyserii Jerzego Stuhra, według scenariusza Krzysztofa Kieślowskiego inspirowanego opowiadaniem Kazimierza Orłosia Wielbłąd.

## Opis fabuły
Akcja filmu rozgrywa się w niewielkiej górskiej miejscowości. Szanowany obywatel, pracownik banku Zygmunt Sawicki ze swoją żoną Marią pojawia się pewnego dnia na ulicach miasteczka z wielbłądem. Zszokowana społeczność małomiasteczkowa mobilizuje się przeciwko posiadaczowi obcego zwierzęcia; interweniuje administracja, na małżeństwo Sawickich spływają donosy, oni sami są coraz bardziej szykanowani. Jednocześnie część bardziej obrotnych mieszkańców próbuje wykorzystać obecność wielbłąda: miejscowy fotograf próbuje go wynająć do zdjęć, lokalna telewizja próbuje go wykorzystać do reklamy soku, strażacy chcieliby uczynić zeń fant w loterii na okoliczność jubileuszu miasta. Sawiccy są jednak nieprzekupni. W końcu Sawicki zostaje wezwany na specjalną sesję Rady Miejskiej. Tam w majestacie prawa radni osądzają Sawickiego, a burmistrz daje mu ostatnią szansę: jeżeli zgodzi się oddać wielbłąda, miasto ufunduje mini-zoo, w którym zwierzę byłoby główną atrakcją. Sawicki bez słowa opuszcza sesję.
Pewnego dnia Sawicki dowiaduje się, że jego wielbłąd został wypędzony z miejscowości. Jego niedawni wrogowie organizują festyn i deklarują, że odwołują wszelkie szykany wobec Sawickiego. Ten jednak nie chce ich znać i powoli wraca do swego domu. Małżeństwo Sawickich decyduje się kupić bilety do Warszawy. W tamtejszym zoo kupują bilet, po czym docierają do wybiegu dla wielbłądów. W tamtejszym stadzie dostrzegają własnego wielbłąda, który ich rozpoznaje.

## Główne role
- Anna Dymna – Maria Sawicka
- Jerzy Stuhr – Zygmunt Sawicki

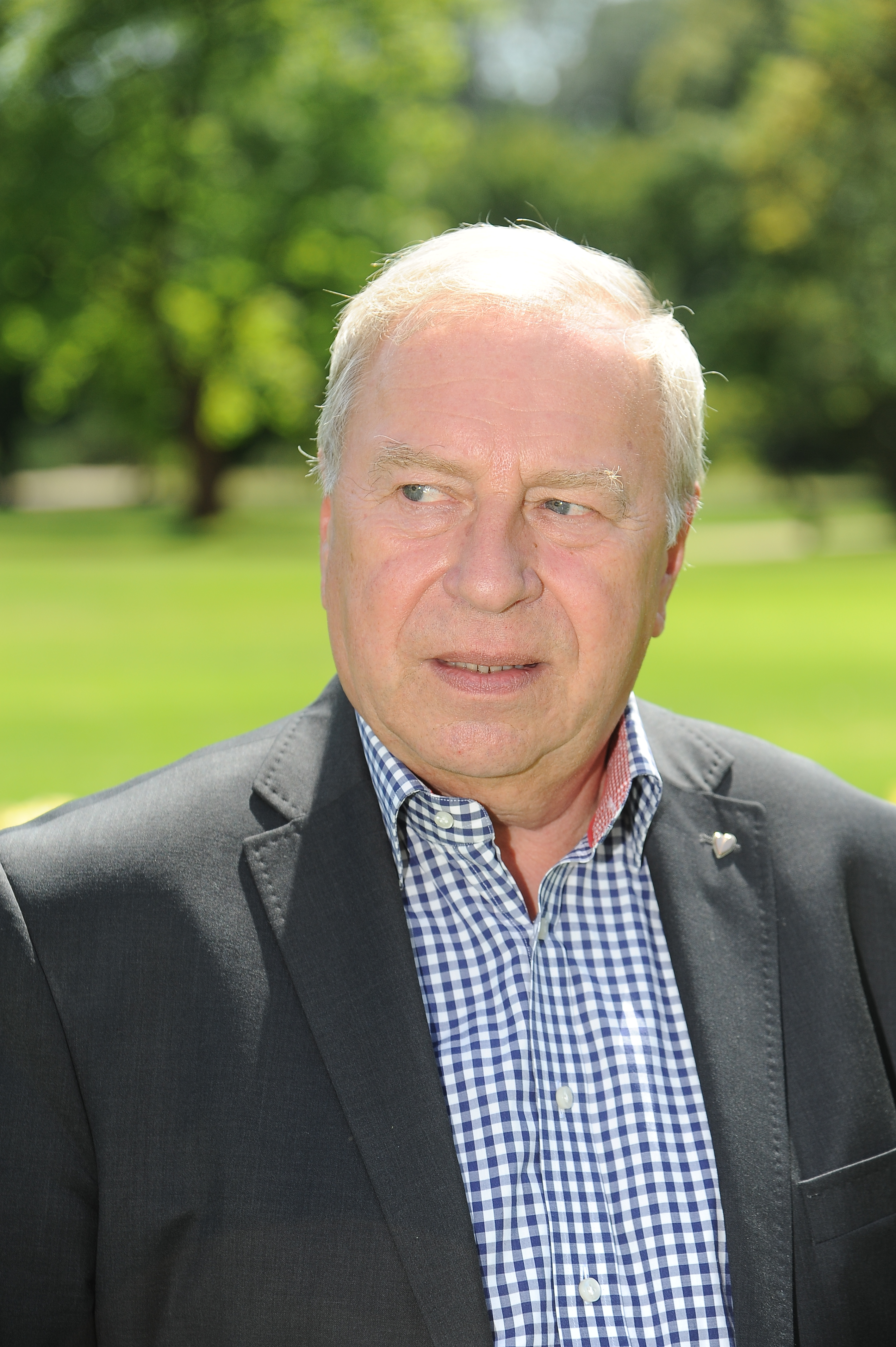
Jerzy Stuhr, reżyser filmu i odtwórca głównej roli (2015)

- Andrzej Franczyk – urzędnik wydziału finansowego
- Ewa Worytkiewicz – pani z Rady Osiedla
- Małgorzata Ząbkowska – pani z Rady Osiedla
- Beata Schimscheiner – pani z Rady Osiedla
- Leszek Świgoń – posterunkowy

## Produkcja
Krzysztof Kieślowski napisał scenariusz do Dużego zwierzęcia jeszcze w 1973 roku, lecz protest ówczesnych władz uniemożliwił mu planowany debiut fabularny. W 1998 roku porzucony scenariusz w Wiesbaden odnalazł Janusz Morgenstern i jako producent zaproponował realizację dawnemu aktorowi w filmach Kieślowskiego, Jerzemu Stuhrowi. Stuhr odczytywał film jako szczególny dla swego dorobku artystycznego:

Po pierwsze dlatego, że w sensie symbolicznym znów byłem współpracownikiem Krzysztofa Kieślowskiego, mojego przyjaciela. Dane mi było nadać kształt czemuś, co było jego ideą, jego dążeniem. Po drugie, to mój pierwszy film poetycki. Zawsze miałem skłonność do realistycznego oglądania świata. Teraz odważyłem się na metaforę, spróbowałem znaleźć w sobie inną wrażliwość.

Film został nakręcony w czerni i bieli z udziałem operatora Pawła Edelmana. Stuhr przekonywał, że nie chciał rozpraszać widzów kolorystyką. Jego zdaniem film kolorowy wyglądałby niczym bajka, natomiast intencją reżysera było zrobienie baśni o uniwersalnym przesłaniu. Muzykę do Dużego zwierzęcia skomponował Abel Korzeniowski, dla którego był to pierwszy film pełnometrażowy, w którego tworzeniu uczestniczył.

## Odbiór
Grażyna Stachówna opisywała film Stuhra następująco:

Konwencje baśniowe uniwersalizują opowieść o panu Sawickim i jego wielbłądzie, pozwalają mieszać marzenie z realnością, naiwność z poezją, powagę z humorem, przypominają, że odmienność nie popłaca, ponieważ stanowi potencjalne zagrożenie i jest tępiona przez solidarną większość, uczą społecznej mimikry, czyli przystosowania, ale równocześnie wierności dla własnych przekonań i sympatii.

Marta Hauschild również zwróciła uwagę na niewspółczesny charakter filmu, upatrując w Dużym zwierzęciu opowieści nostalgicznej. Zdaniem Hauschild film Stuhra „ma klimat dziwnej melancholii w rezultacie połączenia tradycji polskiego kina sprzed trzydziestolecia i scenerii współczesnego małego miasteczka”. Akcja filmu zdaniem Hauschild rozgrywa się jednocześnie w przeszłości i teraźniejszości, czym prawdopodobnie Stuhr miał nawiązać do momentu powstania scenariusza Kieślowskiego.

## Nagrody
| Rok  | Festiwal                                                             | Nagroda                | Odbiorca          |
| ---- | -------------------------------------------------------------------- | ---------------------- | ----------------- |
| 2000 | Międzynarodowy Festiwal Filmowy w Karlowych Warach                   | Nagroda Specjalna      | Jerzy Stuhr       |
| 2000 | Lato Filmowe w Kazimierzu Dolnym                                     | Nagroda publiczności   | Jerzy Stuhr       |
| 2000 | Festiwal Polskich Filmów Fabularnych                                 | Nagroda za muzykę      | Abel Korzeniowski |
| 2001 | Klub Krytyki Filmowej Stowarzyszenia Filmowców Polskich              | Syrenka Warszawska     | Jerzy Stuhr       |
| 2001 | Festiwal Filmów z Europy Środkowej i Wschodniej „goEast” w Wiesbaden | Grand Prix             | Jerzy Stuhr       |
| 2001 | Międzynarodowy Festiwal Filmowy „Złoty Rycerz”                       | Nagroda Specjalna Jury | Jerzy Stuhr       |